# Pergalumna pyramidalis
Pergalumna pyramidalis är en kvalsterart som först beskrevs av Tseng 1984.  Pergalumna pyramidalis ingår i släktet Pergalumna och familjen Galumnidae. Inga underarter finns listade i Catalogue of Life.